# Low on Ice (The Iceland Sessions)
Low on Ice (The Iceland Sessions) – album Aleca Empire, wydany w 1995 roku przez Mille Plateaux. Empire nagrał całość albumu na swoim laptopie podczas pobytu w Islandii w trakcie trasy z Atari Teenage Riot w sierpniu 1995 roku. Do utworu "Low on Ice" powstał teledysk.

## Lista utworów
1. "37.2 Pt.1" - 7:23
2. Bez tytułu - 6:44
3. "20 (1)" - 4:09
4. "20 (2)" - 2:17
5. "22:24" - 6:24
6. Bez tytułu - 6:03
7. "Low on Ice" - 7:55
8. "Metall Dub" - 7:00
9. "2572" - 4:20
10. "We Were Burnt" - 4:13
11. "37.2 Pt.2" - 0:56